# Vallée d'Aoste Pinot Noir
Le Vallée d'Aoste Pinot Noir est un vin rouge italien de la région autonome Vallée d'Aoste doté d'une appellation DOC depuis le 30 juillet 1985. Seuls ont droit à la DOC les vins récoltés à l'intérieur de l'aire de production définie par le décret. Les vignobles autorisés se situent en Vallée d'Aoste dans les communes d’Aoste, Arnad, Arvier, Avise, Aymavilles, Bard, Brissogne, Challand-Saint-Victor, Chambave, Champdepraz, Charvensod, Châtillon, Donnas, Fénis, Gressan, Hône, Introd, Issogne, Jovençan, La Salle, Montjovet, Morgex, Nus, Perloz, Pollein, Pontey,  Pont-Saint-Martin, Quart,  Saint-Christophe,  Saint-Denis, Saint-Nicolas,  Saint-Vincent, Sarre, Verrayes, Verrès, Villeneuve.

## Caractéristiques organoleptiques
- couleur : rouge rubis plus ou moins intense tendant vers un rouge grenat après vieillissement.
- odeur : vineux, intense, fruité.
- saveur : sec, velouté, légèrement tannique.

Le Vallée d'Aoste Pinot Noir se déguste à une température de 15 à 17 °C et il se gardera  2 – 4 ans.

## Production
Province, saison, volume en hectolitres :
- pas de données disponibles